# 两广石山棕
两广石山棕（学名：Guihaia grossefibrosa）又名丝状棕竹，为棕榈科石山棕属下的一个种。

## 扩展阅读
- 維基物種上的相關：两广石山棕